# 매슈 에먼스
매슈 에먼스(Matthew D. Emmons, 1981년 4월 5일~)는 미국의 소총 사격 선수이다. 체코 출신의 사격선수 카테르지나 에먼스가 그의 아내이다. 2004년 하계 올림픽 사격 남자 50m 소총 복사에서 금메달을 획득하였으며, 2008년 하계 올림픽에서도 같은부문 은메달을 획득하였다. 2012년 하계 올림픽에서는 그동안 수 차례 출전하여 메달을 획득하지 못하였던 50m 소총 3자세에서 첫 동메달을 획득하는데 성공하였다.

## 한발의 징크스
매슈 에먼스는 50m 소총 복사 종목에서는 큰 실수 없이 메달을 잘 따내었는데, 유난히 50m 소총 3자세에서 실수가 많았다.
- 2004년 하계 올림픽 50m 소총 3자세 결선에서 9발을 쏠 때까지 1위를 달리고 있었다. 그러나 마지막 한발을 옆 선수의 표적에 맞추는 실수를 하여 8위로 미끌어져 내려 메달 획득에 실패하였다. 당시 옆 선수의 표적에 10.6점을 쏘았으나 0점처리되었다.
- 2008년 하계 올림픽 50m 소총 3자세 결선에에 마지막 1발을 7점만 쏘아도 금메달을 딸 수 있는 여유있는 상황에서 4.4점을 쏘아 4위로 미끌어져 내려 메달 획득에 실패하였다.
- 2012년 하계 올림픽 50m 소총 3자세 결선에서 마지막 1발을 9.3점만 쏘면 은메달을 확정지을 수 있는 상황에서 7.6점을 쏘아 대한민국의 김종현선수에 밀려 동메달을 획득하였다.[1]

## 출신 학교
- 콜로라도 대학교